# Karlstetten
Karlstetten är en ort och kommun  i Österrike. Den ligger i distriktet Sankt Pölten-Land i förbundslandet Niederösterreich, 60 kilometer väster om huvudstaden Wien.
Kommunen består av elva orter (Ortschaften) (inom parentes invånarantal 1 januari 2024):

- Dreihöf (8)
- Hausenbach (137)
- Heitzing (151)
- Karlstetten (1 441)
- Lauterbach (46)
- Obermamau (97)
- Rosenthal (37)
- Schaubing (9)
- Untermamau (71)
- Weyersdorf (179)
- Wieshöf (50)